# انتخابات الرئاسة البوليفية 1956
انتخابات الرئاسة البوليفية 1956 هي انتخابات رئاسية جرت في 1956، في بوليفيا، لانتخاب رئيس جمهورية بوليفيا.
فاز بالانتخابات Hernán Siles Zuazo ‏.